# Écuras
Écuras är en kommun i departementet Charente i regionen Nouvelle-Aquitaine i västra Frankrike. Kommunen ligger  i kantonen Montbron som ligger i arrondissementet Angoulême. År 2022 hade Écuras 542 invånare.

## Befolkningsutveckling
Antalet invånare i kommunen Écuras
Referens:INSEE